# Уэн Руанский
Уэн (Оуэн; фр. Ouen de Rouen; 609, Санси-ле-Шмино — 24 августа 684, Клиши-ла-Гаренн) — святой епископ Руанский, советник, рефендарий и канцлер нескольких правителей из Меровингов. День памяти — 24 августа.

## Биография
Святой Уэн родился в благородной нейстрийской семье, получил образование в монастыре святого Медарда в Суассоне и учился у святого Колумбана и святого Фарона из Мё. Ещё молодым, при Хлотаре II, он поступил на службу к франкским королям. Благодаря ему святой Уэн смог познакомиться со святыми Вандрегизилом, Романом, Дезидерием и Сульпицием благочестивым. Преемник Хлотаря, Дагоберт I, сделал его своим канцлером. Эту должность святой Уэн занимал и при сыне Дагоберта Хлодвиге II. Он стал главным советником святой Батильды, жены Хлодвига, и регентом от имени Хлотаря III.
Будучи ещё мирянином, в 636 году святой Уэн основал монастырь в Ребэ на земле, подаренной ему для этой цели Дагобертом I. Чтобы заселить этот монастырь, святой Уэн приказал группе монахов прибыть из Люксея, одного из нескольких монастырей, основанных святым Колумбаном. Монастырь Ребэ был передан святому Ажилю, который стал его первым настоятелем.
В 640 году святой Уэн был избран епископом Руана, а 13 мая 641 года он был поставлен во епископа.
В 644 году им был созван синод в Шалон-сюр-Сон, чтобы бороться против симонии. Он стимулировал миссии по евангелизации язычников, все ещё присутствующих в его епархии, и способствовал расширению монашеской жизни, освящая аббатские церкви в Фонтенель, основанные его старым другом святым Вандрегизилом, и в Жюмьеже, основанным святым Филибертом. Он также написал «Житие Святого Элигия» (лат. Vita Sancti Eligii).
Он умер в 684 году в Клиши, недалеко от Парижа, и был похоронен в монастыре Святого Петра (ныне Сен-Уэн) в Руане.
Согласно Римскому мартирологу:
«В Клиши, на территории Парижа, преставился святой Уэн, епископ Руана, который, будучи канцлером короля Дагоберта, был рукоположён в епископы и счастливо управлял своей церковью в течение сорока трех лет, основав множество церквей и поощряя строительство монастырей».